# 沙上区

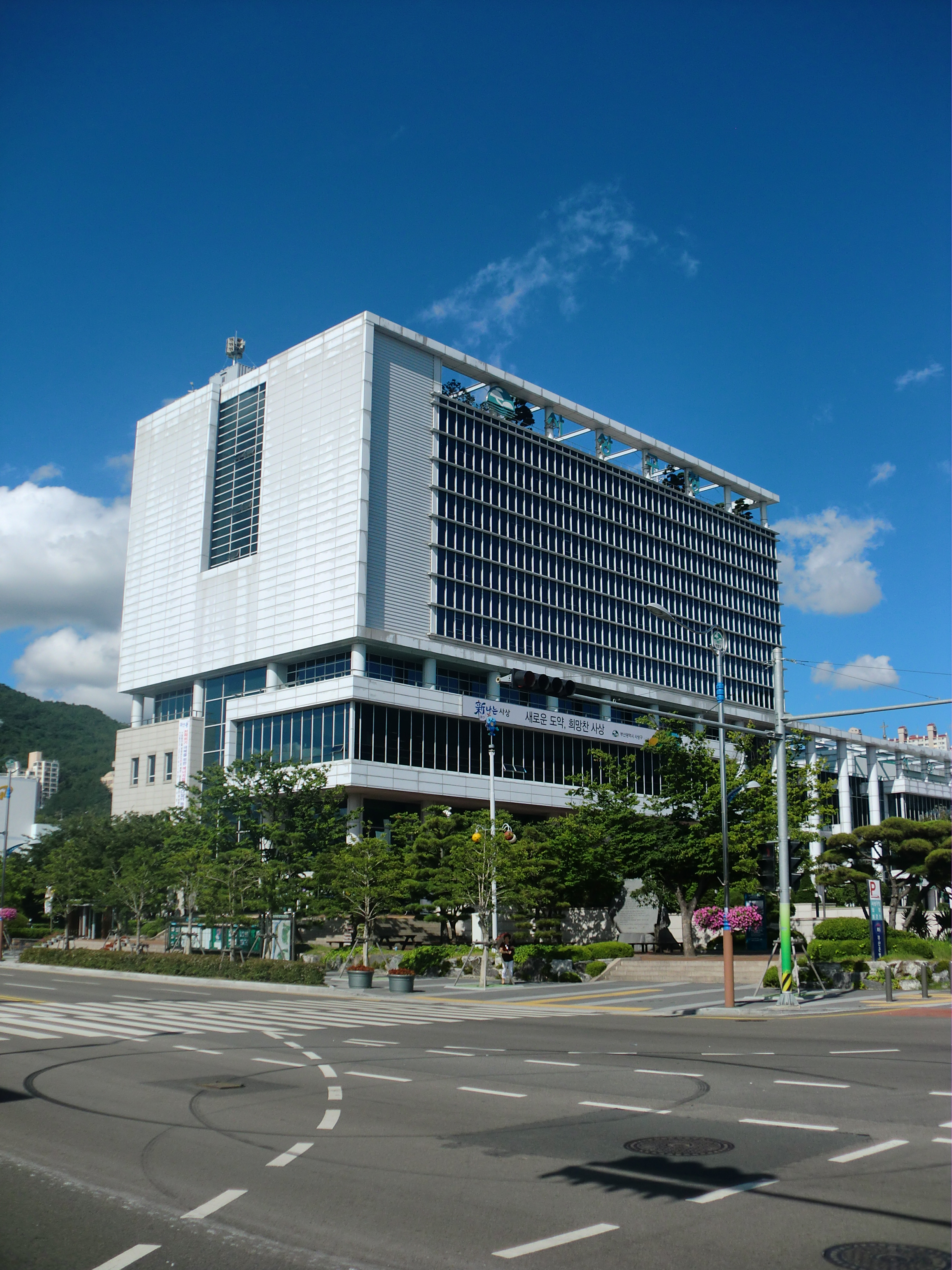
沙上区庁

沙上区（ササンく）は、大韓民国釜山広域市の区。

## 地理
東側で釜山鎮区、西側で江西区、南側で沙下区と西区、北側で北区と隣接している。

## 歴史
- 1995年3月1日 - 北区徳浦洞・三楽洞・毛羅洞・掛法洞・甘田洞・周礼洞・鶴章洞・厳弓洞の区域をもって、沙上区を設置。

## 行政

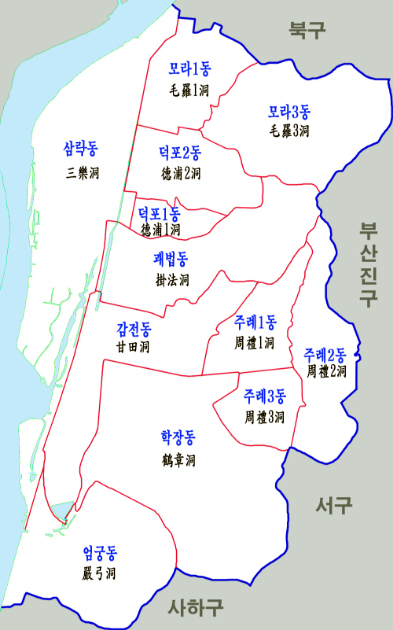
行政区域図

行政洞は14洞、法定洞は8からなる。
| 行政洞    | 法定洞 |
| --------- | ------ |
| 三楽洞    | 三楽洞 |
| 毛羅第1洞 | 毛羅洞 |
| 毛羅第3洞 | 毛羅洞 |
| 徳浦第1洞 | 徳浦洞 |
| 徳浦第2洞 | 徳浦洞 |
| 掛法洞    | 掛法洞 |
| 甘田洞    | 甘田洞 |
| 周礼第1洞 | 周礼洞 |
| 周礼第2洞 | 周礼洞 |
| 周礼第3洞 | 周礼洞 |
| 鶴章洞    | 鶴章洞 |
| 厳弓洞    | 厳弓洞 |

### 警察
- 釜山沙上警察署

### 消防
- 北部消防署
  - 三楽119安全センター
  - 甘田119安全センター
  - 鶴章119安全センター
  - 周礼119安全センター

## 交通

### 鉄道
- 韓国鉄道公社
  - 京釜線

沙上駅
- - 伽倻線

沙上駅 - 周礼駅
- 釜山交通公社
  - 2号線

冷井駅 - 周礼駅 - 甘田駅 - 沙上駅 - 徳浦駅 - 毛徳駅 - 毛羅駅
- 釜山-金海軽電鉄

沙上駅 - 掛法ルネシテ駅